# C8H4N2O2
化学式C8H4N2O2的化合物（摩尔质量：160.132 g/mol）可以指：
- 间苯二异氰酸酯（英语：1,3-Diisocyanatobenzene），CAS号：123-61-5
- 对苯二异氰酸酯（荷兰语：1,4-diisocyanatobenzene），CAS号：104-49-4
- 3,6-二羟基-1,2-苯二甲腈，CAS号：4733-50-0

|  | 这个同类索引页列出了具有相同分子式的化学物（即同分異構體）条目。 除非您是有意链接至本页，否则应将相应条目的内部链接指向正确的条目。 |